# Championnats d'Afrique d'aviron en salle 2020
Les championnats d'Afrique d'aviron en salle 2020, première édition des championnats d'Afrique d'aviron en salle, ont lieu le 28 novembre 2020 à Tunis, en Tunisie,,,.
La Tunisie remporte le premier championnat africain virtuel d'aviron en salle en décrochant onze médailles d'or, devant l'Égypte (cinq médailles d'or), l'Afrique du Sud (quatre médailles d'or), l'Algérie, le Maroc, la Namibie et le Cap-Vert (une médaille d‘or).
Les rameurs tunisiens totalisent 23 médailles (onze médailles d'or, six médailles d'argent et six médailles de bronze).
468 athlètes représentant 19 pays prennent part à cette régate virtuelle.

## Tableau des médailles
1. Tunisie : onze médailles d'or, six médailles d'argent, six médailles de bronze
2. Égypte : cinq médailles d'or, cinq médailles d'argent, cinq médailles de bronze
3. Afrique du Sud : quatre médailles d'or, deux médailles d'argent, six médailles de bronze
4. Algérie : une médaille d'or, six médailles d'argent, deux médailles de bronze
5. Maroc : une médaille d'or, une médaille de bronze